# Stornoway (Band)
Stornoway ist eine englische Indieband aus Oxford.

## Bandgeschichte
Gegründet wurde die Band Mitte der 2000er von vier Oxford-Studenten. Sie machten erste Veröffentlichungen, darunter den Good Fish Guide, ein Song, in dem bedrohte und ausreichend verfügbare Fischarten aufgezählt werden. Die Einnahmen gingen an die Marine Conservation Society.
Ihren Durchbruch hatten Stornoway, die sich nach der schottischen Inselortschaft Stornoway benannt haben, im Jahr 2009. Beim Big Weekend von BBC Radio 1 waren sie einer der Headliner. Bei der BBC-Prognose Sound of 2010 wurde ihnen daraufhin der Durchbruch für das folgende Jahr vorhergesagt.
2010 waren sie beim Glastonbury Festival vertreten. Dazu arbeiteten sie an ihrem Debütalbum Beachcomber’s Windowsill, das im Juni erschien und bis auf Platz 14 der Charts stieg. Mit dem Lied Zorbing, das von ihrer ersten EP stammte, hatten sie auch einen Single-Hit in den britischen Charts.
Am 25. Oktober 2016 gab die Band auf Facebook bekannt, dass sie sich nach einer Abschiedstournee im Februar und März 2017 auflösen werde. Ausschlaggebend dafür seien persönliche Gründe der einzelnen Mitglieder.
Am 13. April 2023 kündigte die Band auf ihrer Facebook-Seite und im BBC Radio an, dass ihr viertes Studioalbum Dig the Mountain! am 8. September 2023 erscheinen wird, gefolgt von einer Tour durch Großbritannien und Irland.

## Diskografie
Alben
- 2010: Beachcomber’s Windowsill (4AD)
- 2013: Tales from Terra Firma (4AD)
- 2015: Bonxie (Cooking Vinyl)
- 2017: The Farewell Show Live at the New Theatre, Oxford (Society of Sound Music)
- 2023: Dig the Mountain! (Cooking Vinyl)
- 2024: Best of Unplucked (Cooking Vinyl)

EPs
- 2006: The Early Adventures of Stornoway (Eigenveröffentlichung)
- 2007: Letters from Lewis (Eigenveröffentlichung)
- 2008: On the Rocks (Truck Records)
- 2011: 4AD Session EP (4AD)
- 2013: You Don’t Know Anything (Eigenveröffentlichung)
- 2015: Bonxie Unplucked EP (Cooking Vinyl)

Singles
- 2007: The Good Fish Guide
- 2009: Unfaithful (Eigenveröffentlichung)
- 2010: Watching Birds (4AD)
- 2010: I Saw You Blink (4AD)
- 2010: Zorbing (4AD)
- 2013: The Bigger Picture (4AD)
- 2013: Knock Me on the Head (4AD)
- 2013: Farewell Appalachia (4AD)
- 2015: Get Low
- 2015: Man on Wire (Cooking Vinyl)